# DJ Ötzi
DJ Ötzi, właśc. Gerhard Friedle (ur. 7 stycznia 1971 w St. Johann in Tirol) – austriacki piosenkarz, który zdobył międzynarodową rozpoznawalność m.in. dzięki wydanemu w 2000 singlowi „Hey Baby (Uhh, Ahh)”, będącemu coverem piosenki Bruce’a Channela „Hey! Baby” z 1961.

## Dyskografia

### Albumy studyjne
- Das Album (2000, wraz z Antonem)
- Love, Peace & Vollgas (2001)
- Never Stop the Alpenpop / Never Stop... (2001)
- Today Is the Day (2002)
- Flying to the Sky (2003)
- Ich war immer der Clown (2004)
- I Am the Musicman (2006)
- Sternstunden (2007)
- Hotel Engel (2008)
- Du und ich (2010)
- Der DJ aus den Bergen (2011)
- Simply the Best (2012, z The Bellamy Brothers)
- Es ist Zeit (2013)
- Von Herzen (2017)

### Albumy kompilacyjne
- Greatest Partyhits (2003)
- DJ Ötzi: The Best (2007)

Źródło: